# ماريو غارسيا (لاعب كرة قدم)
ماريو غارسيا (بالإسبانية: Mario García Covalles) هو لاعب كرة قدم ومدرب كرة قدم مكسيكي في مركز الوسط، ولد في 1 يونيو 1967 في تشيواوا في المكسيك. لعب مع نادي أتلانتي.